# Cattedrale del Santissimo Sacramento (Christchurch)
La cattedrale del Santissimo Sacramento (in inglese: Cathedral of the Blessed Sacrament) è stato il principale luogo di culto cattolico della città di Christchurch, in Nuova Zelanda, e sede vescovile della diocesi di Christchurch. La cattedrale era popolarmente chiamata "Basilica di Christchurch" pur non essendo mai stata ufficialmente dichiarata tale dalla Santa Sede.

## Storia
La sua costruzione ebbe inizio nel 1901, per sostituire una piccola chiesa in legno progettata da Benjamin Mountfort ed entrata in funzione nel 1864. La cattedrale fu ufficialmente inaugurata il 12 febbraio del 1905, quattro anni dopo l'inizio della sua costruzione. L'edificio, progettato da Francis Petre, era considerato il più puro edificio in stile rinascimentale della Nuova Zelanda. 
Il 22 febbraio 2011 fu gravemente danneggiata e parzialmente distrutta a causa del terremoto di Christchurch del 2011. La diocesi, perciò, ne decide la demolizione, che fu completata nel 2021, per fare posto ad una nuova cattedrale.

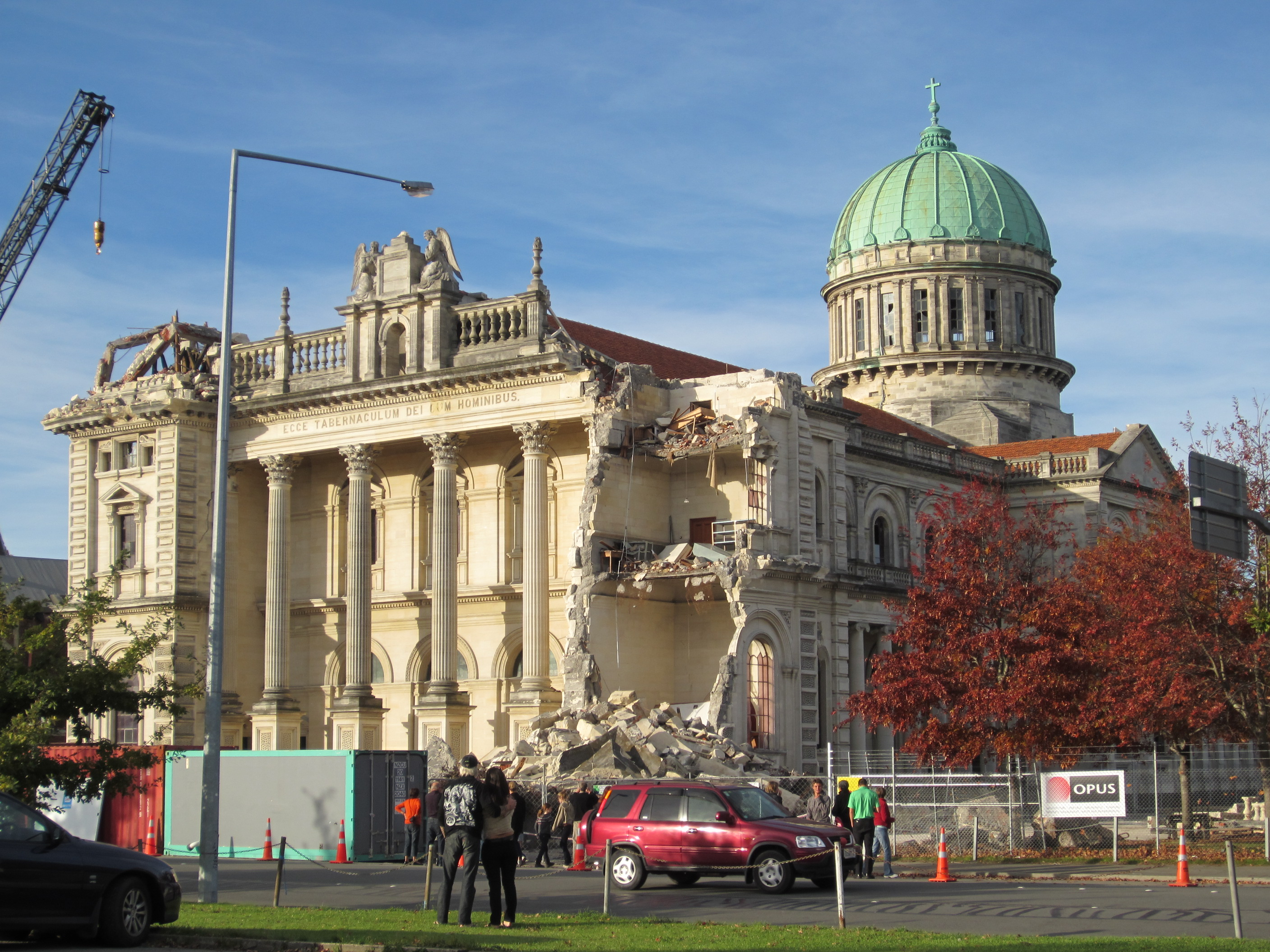
La cattedrale dopo il terremoto del 22 febbraio 2011